# ملعب السابع من نيسان (حلب)
ملعب السابع من نيسان هو ملعب كرة قدم في مدينة حلب السورية. يقع الملعب وسط حي الفيض بمدينة حلب، مطلاً على طريق الأوتستراد الدولي الذاهب نحو مدينة دمشق. افتتح الملعب عام 1948، ويعتبر أقدم ملعب لكرة القدم في سوريا. الملعب هو موطن لأندية كرة القدم السورية الدرجة الثانية نادي اليرموك، نادي الجلاء، نادي شرطة حلب ونادي عمال حلب.

## تاريخ
افتتح الملعب باسم ملعب حلب البلدي عام 1948 وبأرضية ترابية نبتت فيها الأعشاب بشكل تلقائي، بعد وقت قصير من استقلال سوريا. في عام 1977 أعيد توسيع الملعب وزيادة سعته إلى 12 ألف متفرج. وفي نفس العام تبدل اسم الملعب إلى ملعب السابع من نيسان لإحياء الذكرى الثلاثين لتأسيس حزب البعث. ليحتضن بعض مباريات الفرق العربية المصرية الزائرة مثل الزمالك والأهلي والمحلة، إضافة لإقامة بعض المباريات للأندية المحلية وعلى شكل مجموعات، والتي سبقت موعد إنطلاقة أول دوري عام في سورية، وكذلك أقيمت عليه مباريات كأس الجمهورية عام 1965. في عام 1984 ونتيجة صعوبة اللعب على أرضيته الترابية الطينية في الشتاء استبدل العشب الطبيعي بالعشب الصناعي (التارتان) ونقلت بوقتها مباريات الدوري العام.
وفي وقت لاحق من عام 2001، تم تركيب العشب الصناعي.
يعدُّ ملعب السابع من نيسان في "حلب" من أقدم واعرق ملاعب القطر والمدينة وهو متوسط السعة، وتقدر المساحة الإجمالية لمنشأة الملعب بـ 20 الف متر مربع، وميدان اللعب هو بأبعاد 108 أمتار طولاً و68 متراً عرضاً، ومدرجاته سعتها خمسة عشر الف متفرج جلوساً إضافة للمسبح البلدي وصالات الحديد والكاراتيه وذوي الاحتياجات الخاصة والطب الرياضي.
بعد اندلاع الحرب الأهلية السورية، خلال معركة حلب بين عامي 2012 و2016 بقيت أبواب الملعب مقفلة نهائياً لصعوبة وخطورة الدخول واللعب والتمرين عليه، لوقوعه في منطقة حساسة، وقد تعرض للعديد من القذائف التي أحرقت قسماً كبيراً من أرضيته وأصابت جزءاً من مدرجاته بالهدم، ومع بدء التحرير للمدينة فتحت أبواب الملعب من جديد وتمت معالجة وإعادة الأمور إلى طبيعتها من خلال البدء بمرحلة مستعجلة وسريعة للترميم والإصلاح والصيانة، حيث جرى نزع الأرضية القديمة واستبدالها بأرضية تارتانية جديدة وبالمواصفات الدولية مع تركيب منجور خشبي وحديدي وأبواب ألمينوم وتجهيز شبكتي الماء والكهرباء ومصارف المياه، ونجحت الجهود بتجهيزه وبعودة اللعب عليه مع مطلع 2018 واستقبال أغلب مباريات الدوري العام للدرجتين الممتازة والأولى.